# Hystaspès (fils de Xerxès Ier)
Pour les articles homonymes, voir Hystaspès.
Hystaspès était le troisième fils du roi perse Xerxès Ier. Quand son père fut assassiné par le vizir Artaban, son frère Artaxerxès Ier monta sur le trône. Selon Diodore de Sicile, Hystaspès était satrape de Bactriane au moment de la mort d'Artaxerxès. Cette relation de Diodore est en désaccord avec la version de Ctésias selon laquelle un certain Artaban (ne pas confondre avec le meurtrier de Xerxès) a ensuite mené une révolte en Bactriane où il était satrape. Il est possible que le vrai rebelle ait été Hystaspès…

## Sources
1. 1 2  Diodore de Sicile, Bibliothèque historique [détail des éditions] [lire en ligne], XI, 69, 2.
2. ↑  Diodore de Sicile, Bibliothèque historique [détail des éditions] [lire en ligne], XI, 69, 6.

- (es) Cet article est partiellement ou en totalité issu de l’article de Wikipédia en espagnol intitulé « Histaspes (hijo de Jerjes I) » (voir la liste des auteurs).
- R. Schmitt, « Artaxerxes I », in Encyclopaedia Iranica.